# 云城站 (黄海南道)
雲城站（韓語：운성역）是位于朝鮮民主主義人民共和國黃海南道殷栗郡雲城里的一個鐵路車站。屬於殷栗線。

## 邻近车站
殷栗線
新大站 - 雲城站 - 殷栗站